# Rooikat
Rooikat je Južnoafričko borbeno oklopno vozilo na kotačima napravljeno za potrebe Južnoafričke vojske. Razvoj je započet 1976. kao potreba Južnoafričke vojske za vozilom velike vatrene moći i dobre pokretljivost.

## Razvoj
Godine od 1980. do 1982. dovršeni su prvi prototipovi. Napravljena su tri, koja su bila ponuđena južnoafričkoj vojci na odabir: jedno tipa 6x6 i topom 76 mm, drugo s 8x8 pogonom i 76 mm topom i treće s 8x8 pogonom i 105 mm topom (najteža verzija, s 39 tona). Nakon testiranja odabrana je verzija s 8x8 pogonom i 76 mm topom. Završna inačica predstavljena je 1988., a prije njene serijske proizvodnje koja je počela 1989. napravljene su mnoge izmjene. Prvo vozilo je predano južnoafričkoj vojsci 1990. godine.